# Конвой «Вевак № 5»
Конвой «Вевак № 5» — японський конвой часів Другої світової війни, проведення якого відбувалось у червні 1943-го.
Пунктом призначення конвою був Вевак на північному узбережжі Нової Гвінеї, де розміщувався головний японський гарнізон на цьому острові. Вихідним пунктом став Палау — важливий транспортний хаб на заході Каролінських островів.
До складу конвою увійшли транспорти «Бенгал-Мару», «Хакка-Мару», «Йошида-Мару № 3» (Yoshida Maru No. 3) та «Мая-Мару» (Maya Maru), які, зокрема, перевозили військовослужбовців 41-ї піхотної дивізії. Охорону забезпечували есмінці «Амацукадзе» та «Уракадзе».
Конвой вийшов з порту 5 червня 1943-го. Хоча поблизу Палау регулярно діяли американські підводні човни, а Вевак лежав у межах досяжності ворожої авіації, проте конвой пройшов без втрат. Після розвантаження у Веваку він рушив у зворотний шлях, при цьому до охорони приєднався переобладнаний канонерський човен «Казан-Мару». 15 червня загін повернувся на Палау.